# Chloebia
Chloebia is een monotypisch geslacht van zangvogels uit de familie prachtvinken (Estrildidae). De enige soort:
- Chloebia gouldiae  – Goulds amadine